# خانه معبودی
خانه معبودی (خانه حاج رضا صادری) خانه‌ای است که در تبریز، میدان منجم، خیابان شهید سلمانپور، پلاک ۹ واقع شده و قدمتش به دوره قاجاریان می‌رسد. این اثر در تاریخ ۱۴ مرداد ۱۳۸۲ با شمارهٔ ثبت ۹۴۷۱ به‌عنوان یکی از آثار ملی ایران به ثبت رسیده است.

## تاریخچه
از زمان ساخت خانه اطلاع دقیقی نیست معماری آن مربوط به اواخر دوره قاجار است. خانه فوق نخست در مالکیت احمد جوان قرار داشت احمد جوان برادر محمد جوان بود و رضا صادری داماد محمد جوان - از مالکان تیمچه مظفریه-بود . مدت محدودی این خانه به مالکیت حسین معروف به قونسول (از اجداد خانواده تماری) درآمد. رضا صادری از تجار خوشنام و نیکوکار و متدین  فرش - ایشان نماینده آیت الله العظمی خویی در تبریز بودند.-  در حدود سال ۱۳۲۰ خورشیدی از همان شخص خریداری نمود. پدر زن رضا صادری همسایه دیوار به دیوار این خانه بود و پنجره ای نیز از آشپزخانه به حیاط محمد جوان باز می شد که تا فروش خانه و قبل از فوت رضا صادری این دریچه گشوده و همواره ارتباط برقرار بود.حاج رضا سالها در این مکان همراه خانواده خود زیست. وی از معماری خانه بشدت مراقبت کرد و تا قبل از مرگش به همان حالت اولیه نگهداری نمود.
مساحت این خانه در اصل ۹۵۰ متر مربع بود و علاوه بر آن، دو خانه از زیر زمین و از طریق دالان تنگی بدان متصل بود که مساحت هر کدام حدود ۲۰۰ متر مربع بود و در حکم حیاط خلوت خانه بود که بعدها فرزند ارشد او اکبر در یکی از آنها سکنی گزید. رضا صادری این خانه را تبدیل به حسینه کرده بود و دستجات حسینی در ایام محرم و روزهای خاص همواره بدانجا می آمدند . این خانه دو در، یکی به کوچه چوستدوزان و دیگری به دربند قالیچیلر داشت.

چند سال پس از مرگ رضا صادری، در سال ۱۳۶۶ خورشیدی، مهدی معبودی این خانه را خریداری کرد.
استاد کریم صادری نوه آن مرحوم می نویسد: رضا صادری در 28 آبان ماه 1280 خورشیدی در تبریز به دنیا آمد. پدرش اکبر و مادرش رقیه نام داشت.اکبر به علت تجارت و بازرگانی فرش همواره در مسافرت بود و زمانی که به شهرستان رشت برای امور بازرگانی رفته بود، مدتی در آنجا رحل اقامت افکند. رضا سالهای اولیه تحصیلات خود را در مکتب خانه های آنجا خواند و پس از آمدن به تبریز مدتی نیز در تبریز تحصیل کرد. لیکن پس از فوت زودهنگام پدر، سرپرستی خانواده را بر عهده می گیرد.
حاج رضا کسب و کار پدر را ادامه می دهد و به خاطر آشنایی به امور تجارت و تلفیق آن با معارف اکتسابی و تحصیلات دینی، بویژه مهارت در حساب سیاق، اعتماد بازاریان را جلب می کند و از فرشفروشان خوشنام و با اعتبار تبریز می گردد. وی به سبب کارهای خیر و دستگیری از بینوایان زیانزد عام و خاص می شود و در منطقه چوستدوزان و حوالی آن معتمد محل شناخته می شود. معظم له از طرف آیت الله العظمی خویی - مرجع تقلید جهان تشیع که ساکن نجف بودند - بعنوان نماینده تعیین می شوند و این سمت را تا آخر عمر شریقشان داشتند.
فرزندان ایشان به ترتیب اکبر، محمود،اقبال، مجید، فاطمه، صمد و عفت می باشند. شادروان حاج رضا در یکم اسفنماه سال1361 خورشیدی دار فانی را وداع گفت.